# نادي الأمل (السيدات)
نادي الأمل الرياضي والمعروف أيضًا باسم نادي الأمل لكرة القدم، هو نادي كرة قدم نسائي سعودي محترف من الطائف، وهو أول نادي نسائي تم تأسيسه في الطائف.

## التاريخ
تأسس نادي الأمل عام 2018، وفي عام 2020 وبينما كان الفريق يستعد للمشاركة في المسابقة المجتمعية الافتتاحية، تم الإعلان عن التجارب والتسجيل لتقديم فرصة لاكتشاف المواهب، وهي مفتوحة للجميع من هذه النقطة فصاعدًا. وتأتي هذه المبادرة بعد المشاركة السابقة للفريق في دوري جامعة الطائف، حيث حصل بكل فخر على الميدالية الفضية.
شارك نادي الأمل في دوري الدرجة الأولى السعودي للسيدات الأول، وحصل على المركز الثالث، وعلى الرغم من حصولهم على أربع نقاط من أربع مباريات، إلا أن أداءهم لم يؤهلهم للأدوار النهائية، مما أدى إلى إقصائهموتم تصنيف الفريق ضمن أفضل 8 فرق مؤهلة في الدرجة الأولى، وضمن التأهل لكأس اتحاد جنوب آسيا للسيدات الافتتاحية، وفي هذه البطولة، واجهوا فريق النصر السعودي القوي، الذي هزمهم بشكل مقنع بنتيجة 9-0.
في موسم 2023–24، ظهر الفريق للمرة الثانية في دوري الدرجة الأولى، وتحسباً للتحديات الجديدة، تم تعيين المدرب الجزائري راضية فرتول لقيادة الفريق، بالإضافة إلى ذلك، فقد نجحوا في التعاقد مع خمسة لاعبين جزائريين دوليين لتعزيز فريقهم وتعزيز فرصهم في تأمين الصعودواحتل الفريق المركز الأول في المجموعة الخامسة بعد فوزه في 7 مباريات من أصل 8 وسجل 73 هدفًا، وقد منحهم هذا الانتصار التأهل إلى المراحل النهائية من الدوري، وببقاء الفريق دون هزيمة في مرحلة المجموعات بالجولة النهائية، تقدم إلى الدور نصف النهائيبعد هزيمته 0-3 أمام العلا، شارك الفريق في مباراة تحديد المركز الثالث، وخرج منتصراً وبالتالي ضمن صعوده الأول إلى الدوري الممتاز، ليكون أول نادٍ من الطائف يفعل ذلك.

## اللاعبين

### الفريق الحالي
اعتبارًا من 13 أكتوبر 2024
| رقم القميص | المركز    | الجنسية    | اللاعب        |
| ---------- | --------- | ---------- | ------------- |
| 2          | مدافعة    | السعودية   | رولا خبراني   |
| 4          | مدافعة    | ALG        | نورا بوعتيه   |
| 5          | مدافعة    | السعودية   | رهف البركاتي  |
| 6          | لاعبة وسط | السعودية   | تايا قيسي     |
| 7          | مهاجمة    | الجزائر    | فريال دوي     |
| 8          | مهاجمة    | السعودية   | هالة توفيق    |
| 9          | لاعبة وسط | السعودية   | سارة المالكي  |
| 10         | مهاجمة    | الجزائر    | إيمان مروش    |
| 13         | مهاجمة    | ساحل العاج | ستيفاني غبوغو |
| 14         | لاعبة وسط | ساحل العاج | مريم سيديي    |
| 15         | لاعبة وسط | السعودية   | بهية عيد      |
| 16         | مدافعة    | السعودية   | ملاك الزهراني |
| 18         | مدافعة    | السعودية   | ريماس الثبيتي |

| رقم القميص | المركز     | الجنسية   | اللاعب         |
| ---------- | ---------- | --------- | -------------- |
| 19         | حارسة مرمى | السعودية  | بدرية الجديع   |
| 20         | مدافعة     | الفلبين   | دومينيك راندل  |
| 24         | مدافعة     | السعودية  | طيف الشريف     |
| 26         | لاعبة وسط  | السعودية  | فاطمة النافي   |
| 28         | مدافعة     | السعودية  | رنيم خبراني    |
| 29         | مدافعة     | السعودية  | إمتنان الغامدي |
| 30         | حارسة مرمى | السعودية  | بسمة حسن       |
| 47         | لاعبة وسط  | السعودية  | رتاج الثبيتي   |
| 77         | لاعبة وسط  | السعودية  | ريناد السيفاني |
| —          | مدافعة     | السعودية  | رغد العتيبي    |
| —          | مدافعة     | السعودية  | أماني الشهري   |
| —          | حارسة مرمى | الإكوادور | إيرين توبار    |

## الموظفيين الحاليين
اعتبارًا من 13 مارس 2024.
| الوظيفة          | الاسم          |
| ---------------- | -------------- |
| المدرب الرئيسي   | راضية فرتول    |
| مساعد المدرب     | حكيمة بوستة    |
| مدرب حراس المرمى | بنعودة بنخرفية |